# 小早川伸木の恋
『小早川伸木の恋』（こばやかわのぶきのこい）は、柴門ふみ作の漫画。小学館ビッグコミックで2004年から2006年まで連載された。
2006年にはフジテレビ系でテレビドラマ化された。

## 概要
主人公は大学病院に勤務する外科医。妻と幼稚園に通う一人娘をもつ30代半ばの彼は、職場では様々な確執や争いに、家庭では嫉妬深い妻との生活により、安息の場を持てずにいたが、友人の経営する盆栽教室で出会った女性に心を魅かれたことから新たな人生の構築を目指す。

## 漫画
大学病院の医師、小早川伸木。30代半ばの彼は自分に誠実に生きようとする。医者として家庭人として悩む日々を送るなかで一人の女性と出会い、やがてその関係は深まっていく。しかし彼を取り巻く環境は残酷にも彼に試練を与え、その葛藤から次第に疲弊していく。

### 単行本
全5巻で完結。各巻ごとにタイトルが付いている。
1. 「動物園にて」：2004年第7号〜第15号掲載作品収録
2. 「教授選」：2004年第16号〜第24号掲載作品収録
3. 「どうして愛してくれないの」：2005年第1号〜第9号掲載作品収録
4. 「あたしの一体どこが悪いの?」：2005年第10号〜第18号掲載作品収録
5. 「最後の選択」：2005年第19号〜2006年第3号掲載作品収録

### 登場人物
年齢は登場時（作田カナを除く）
小早川伸木（こばやかわ のぶき）
主人公。35歳。外科医。帝東大学医学部付属病院第二外科勤務。消化器外科専攻。
妻・妙子と娘・みすずと3人で暮らしている。
子煩悩の理想的なマイホームパパと周囲には見られていたが、職場ではワンマン教授らによる人間関係に、家庭では妻の嫉妬深さから来る様々な苦難に悩まされていた。しかし親友の主宰する盆栽教室で出会った作田カナに心を惹かれ、その存在に癒される。そして妙子との仲が深刻化し、職場では不本意な騒動に巻き込まれ心神ともに耗弱していくなか、カナと親交が深く進展していくことになる。
美村教授の失脚から、不可抗力によりその一派と見られたことで市立病院への転職を余儀なくされ、また離婚調停から裁判へと進展する中で、新たな恋を育むことを選択する。
小早川妙子（こばやかわ たえこ）
伸木の妻。33歳。旧姓・浜田。
ヒステリックで情緒不安定な性格は幼い頃に起因。
信州の旅館の娘で裕福な家庭に育ったが、母のヒステリーと虐待、家出により見捨てられたとの思いから内気な性格となり、中学時代までは家庭でも学校でも一人ぼっちであった。しかし高校時代、その美貌からクラス中の男子のアイドル的存在になると、常に自分が注目されることに目覚め、さらには一番愛されていなければ気が済まない性格となった。
伸木とは計画的な接近により親密となり結婚まで持ち込んだが、相手の都合を省みない行動は伸木を常に悩ませる。
心因性の発病を改善するため伸木の病院で勤務するが、これが夫婦間の危機を悪化させる原因となる。
小早川みすず（こばやかわ みすず）
伸木と妙子の一人娘。5歳。愛称は「みーちゃん」。まだ小さな子供ながら、荒れる母親を慰めるその姿は年齢に比べやや老成しており、伸木を大いに驚嘆させ溜飲させる。のちに医者となり金井潤と劇的な再会をする。
作田カナ（さくた かな）
フリーライター。不思議な雰囲気と謎めいた過去を持つ女性。伸木が出会った瞬間に心を動かされる。伸木の心に潜む孤独を即座に理解し、共鳴して送るアドバイスは伸木の心を癒すも、時には惑わせることもあった。のちに直江の盆栽教室を引き継ぎ、妙子のよき相談相手にもなるが、様々な事情から一時は姿を消す。しかしその後、伸木との再会を果たすと、一度は決意していた60歳で5人の子を持つ男性との縁談を破棄し、伸木の妻となることを受け入れる。ベリーショートのヘアスタイルとスレンダーでボーイッシュなルックスもあって非常に若く見えるが、実は伸木より9歳も年上の44歳であることがわかり、周囲を驚かせる。
竹林隼人（たけばやし はやと）
外科医。帝東大学医学部付属病院第二外科勤務。伸木の同期であり親友。独身貴族を謳歌し、合コンでは医師であることを前面に女を口説く。多数の論文を国内外で発表しその地位を築くが臨床経験は乏しく、手術になると過去のトラウマから恐怖で手が震えてしまうことがある。勤務評定の方針変更により臨床が重視されるようになると腹腔鏡手術に活路を見出すも失敗により美村教授から干されることになる。美しい女性には概ね好意を持つことが多く、いろんな女との恋愛をゲームとして楽しんでいたが、やがて一人の女性患者との恋に落ち真実の愛に目覚めると、彼女の専属医師になるべく病院を退職。のち結婚し美容整形の開業医となる。
美村浩一（みむら こういち）
教授。テレビなどにも頻繁に出演する帝東医大の医師。院内でもその清濁合わせ持つカリスマ性から人望は厚いが、患者からの法外な謝礼を平然と受け取ったり、社会的地位や名誉により対応を変えたり、業者と癒着があるなどダーティーから敵も多い。だがライバルを次々と策略に落とし込んでワンマン態勢を固め、不本意ながら伸木もその一派に組みこめられていく。鎌倉の本宅とは別に都内の高級マンションを別宅として平日の拠点にし、看護師長の添田との20年来の愛人関係を過ごす。正妻との離婚成立と同時に添田との関係も一方的に解消して若い女性と再婚するが、これがきっかけで添田の密告から警察の取調べを受けることとなり失脚する。
添田さより（そえだ さより）
看護師長。美村の長年に渡る愛人で伸木の理解者。過去に夫のドメスティックバイオレンスが原因で別居をした。しかし離婚裁判前からの美村との不倫関係を裁判の場で告発され敗訴となり、二人の子供の親権はおろか養育権すら得られず、子供とは面会も許されない生活を送っていた。さらに美村からの一方的な関係解消を突きつけられ、追い討ちを掛けられるように胃がんが悪化するが、美村の考えにそむいてまで命を救ってくれた伸木の窮状を救うため、そして美村への復讐を果たすため、美村の過去の汚職を警察に告発する。
松金陽子（まつがね ようこ）
小児科医。帝東大学医学部付属病院小児科勤務。男との恋愛をゲームとしてもてあそぶ性格で、一時は竹林と行動を共にする。以前務めていた病院ではすべての男と関係を持ったと発言し伸木も誘惑するが、その場面をみた妙子の嫉妬による暴力に遭いかけたため、恐怖から分院に異動することになる。しかしその反省から竹林を介して伸木と妙子の仲を修復させた。
沼津壮太（ぬまづ そうた）
研修医。幼いころに出会った青年医師に憧れて医師を目指したが、その医師の態度がだんだん不誠実になる姿を見て失望した過去を持つ。そのため美村教授をはじめとする病院内の不適切な対応などを是正しようと機会をうかがっては行動がするが、その策略にはまってしまう。また患者家族の前で涙を流すなど、若さゆえの一本気な性格でありたびたび注意を受けるが、これが原因で周囲に甚大な影響を与え、伸木にもその火の粉が降りかかったことがある。VIP待遇廃止の失敗後はエキストラとなり、のち「消えキャラクター」となった。
直江仁志（なおえ ひとし）
盆栽教室「なおえ」の主宰者。伸木とは大学時代からの親友で医師を目指していたが、医学生時代に遭遇した小児患者の死で不向きと判断し断念。盆栽教室を開く。妻と三人の子供を持つ家庭的な夫で、妙子から締め出しを食らった伸木の面倒を見たりしたが、子供の喘息治療のため、カナに教室を任せて屋久島に引っ越す。
金井潤（かない じゅん）
慶政大学の学生。将来を嘱望されたテニスプレーヤーであったが足の怪我により一時は競技生命を断念しかけていた。しかし治療に通った際に妙子と出会い、やがて伸木の浮気に対する当てつけで妙子に誘惑され、関係を持つことになる。妙子の「夫に虐待を受けている」という言葉を信じ込み伸木のもとに詰め掛けるも、誠実さを感じさせるその姿を見せられ、のちに妙子の本性と自分に近づいた本当の理由を知ることになる。離婚裁判中もシッターとして、みすずの面倒を頼まれるなど利用されたのち、妙子に忽然と姿を消されて混乱に陥る。
越智学（おち まなぶ）
助教授。帝東大学医学部付属病院形成外科勤務。伸木とは盆栽教室で親しくなる。純粋で温厚な性格であったが、家族にも内緒で負ってしまった負債のやり繰りから教授選に参加するも、ある誤解から伸木に脅迫するほど人格が一変してしまったことがあった。その後、誤解がとけ、また昇進を果たすことができたことから伸木の提案する小児外来の提案を推進する。
仁志恭介（にし きょうすけ）
弁護士。妙子との離婚裁判で伸木の代理人を務める。協議、調停、裁判と交渉を重ねるうちに伸木以上に妙子のことを知り得ることになるが、そのために最後は妙子からのプロポーズを受け、結婚する。
大熊ヨネ（おおくま よね）
特別室の患者。検査目的で入院したが病状が見られるため長期の滞在となった。当初は出自を隠していたが実は医師会に影響力を持つ宗方家の出身であり、過去のいきさつから医者嫌いであったが、伸木の患者に対する姿勢に惚れこみ、美村教授による伸木の「やまあい病院」への転勤を撤回させる。そして退院の際に伸木への思いを伝え、恋愛に年齢は関係ないことを伝える。
鰺澤惣介（あじさわ そうすけ）
カナの夫。1911年生。1989年、ガンにより死亡。享年78。関西の旧華族の出身で数々の起業により巨万の富を築くとともに、文人として漢詩、盆栽、骨董に通ずる。京都・祇園の置屋の娘で舞妓であったカナを、住み込みの家政婦として別宅に引き取る。のちに妻が実弟と不倫をし、さらに惣介の資産を使い込んだことがきっかけで離婚を成立させると、子供のいない惣介は自身の120億の遺産を受け継がせるため50歳も年下のカナと結婚をした。
鹿浜匠子（しかはま しょうこ）
23歳。世界的に有名なチェリスト。妙子の親友の妹で、VIP患者として帝東医大に入院。竹林の担当患者となる。5歳のころから家族の期待を受けてレッスンを続けたが、そのために世間知らずでピュアな性格となった。このことが竹林の心を惹かせ、やがて恋仲となる。その後、竹林を専属医師に迎えて復帰し、のちに結婚する。

## テレビドラマ
2006年1月12日から3月23日まで毎週木曜日22:00 - 22:54に、フジテレビ系の「木曜劇場」枠で放送された。主演は唐沢寿明。
複雑に絡み合う感情と、医者の本分としての伸木の葛藤するさまを原作よりやや薄め、代わりに恋愛ドラマという様相を加味した仕上がりとなっている。

### キャスト

#### 小早川家
小早川 伸木（こばやかわ のぶき）〈37〉
演 - 唐沢寿明
主人公。外科医。帝東大学医学部付属病院第二外科勤務。消化器外科専攻。妻・妙子、娘・みすずと3人で暮らす。大学では当初、法学部に在籍するも、幼い頃からの夢である医者になることを諦めきれず、医学部に入りなおして医師になった。臨床経験が豊富であり、出世レースから外れてはいるが周囲の信頼は厚い。
しかし職場ではワンマン教授らによる人間関係に、家庭では妻・妙子の嫉妬深さから来る様々な苦難に悩まされているが、盆栽教室で出会った女性・作田カナの励ましと人生観に大いに癒され勇気付けられる。妙子の仲が深刻化し、職場では不本意な騒動に巻き込まれ心神ともに耗弱していくも、カナと親交が深く進展していくことになる。小児がんにかかった小さな入院患者の姿などから不十分な小児科医療への対応に疑問と不満を持ち続け要望するが果たせずにいるも、のちに美村教授の失脚もあり小児科病院に転職することになる。
小早川 妙子（こばやかわ たえこ）〈28〉
演 - 片瀬那奈
伸木の妻。旧姓・浜田。ヒステリックで情緒不安定な性格は幼い頃に起因。旅館の娘として育ったが、父の浮気を原因とする母のヒステリーと虐待に遭い、のちに家出した母により見捨てられたとの思いから内気な性格となった。
しかし高校時代、その美貌からクラス中の男子のアイドル的存在になると、男に対して傲慢な態度をとるようになった。誠実で優しい伸木は、自分だけを心から愛してくれると思い込んでいるがその想いはエスカレートし、欲求が満たされないと見境なく行動する。症状を改善するため仁志の「仕事をしては」とのアドバイスから伸木の病院に勤務をするが、これが夫婦間の危機を悪化させる一因となる。
小早川 みすず（こばやかわ みすず）〈6〉
演 - 北村一葉
幼稚園児。伸木と妙子の一人娘。両親の不仲を知りながらも健気に成長するその姿に伸木、妙子とも救われる。別居した父に会うため伸木の職場に一人で現れ、いったんは妙子と帰宅の途に付くものの行方不明になり、三人の思い出の地である遊園地で保護されたことで、幼いながらも心に重荷を背負っていることを知らせた。

#### 弁護士
仁志 恭介（にし きょうすけ）〈35〉
演 - 藤木直人
弁護士。伸木の法学部時代の後輩で親友。医療関係から離婚の弁護まで幅広くこなしている。伸木に盆栽教室へ通うきっかけを作った作田カナとは10年以上も前からの知り合いであり、かつ密かに想い続けていた。そのこともあってカナに惹かれていく伸木を諌めるが、自分との婚約を受け入れてくれたカナの心に伸木への思いが残っていることを知る。
妙子とは当初、伸木の妻とは知らずに出会い、のちに離婚阻止の弁護を依頼されるも考え直すよう説得。しかし別の弁護士を立てた妙子に対抗するため伸木の代理人を務める。離婚裁判終結から1年後、妙子の引っ越しを手伝う。
石田 依子（いしだ よりこ）
演 - かとうかず子（第10 - 最終話）
弁護士。離婚阻止のために妙子の代理人を務める。妙子には裁判を有利に運ばせるためのアドバイスをし、伸木と代理人・仁志を理詰めで攻めたてる。

#### 帝東大学医学部付属病院

##### 医療関係者
沼津 壮太（ぬまづ そうた）〈28〉
演 - 大泉洋
研修医。開業医である実父の不誠実な姿を反面教師として育ち正義感にあふれる一本気な性格の持ち主で、美村の不適切な医療対応・態度に対して告発しようとする。しかしそれが故につけこまれてしまい立場を危うくする。また患者家族の前で涙を流して美村教授から叱責を受けるが、その姿を見ていた看護師と恋に落ち、子供を身ごもった彼女との恋を障害を乗り越えて成就させ、実家の診療所の立て直しに尽力した。
越智 学（おち まなぶ）
演 - 田山涼成
助教授。帝東大学医学部付属病院形成外科勤務。病院の中庭に盆栽コーナーを作り、患者と栽培することを提案する。純粋で温厚な性格であったが、家族にも内緒で負ってしまった負債のやり繰りから教授選に参加。しかし誤解から伸木に脅迫するほど人格が一変してしまった。のちに誤解がとけ、昇進を果たすことができたことから伸木の提案する小児外来の提案を推進する。
松金 響子（まつがね きょうこ）
演 - 高橋かおり（第2 - 4話）
小児科医。帝東大学医学部付属病院小児科勤務。男との恋愛をゲームとしてもてあそぶ性格で、一時は竹林と行動を共にする。伸木にも誘惑をするが、その場に偶然居合わせた妙子に見られ嫉妬による暴力に遭いかけたため、恐怖から分院に異動することになる。しかしその反省から竹林を介して伸木と妙子の仲を修復させた。
竹林 隼人（たけばやし はやと）〈35〉
演 - 谷原章介
外科医。帝東大学医学部付属病院第二外科勤務。伸木より2歳下だが同期。多数の論文を国内外で発表し誰よりも教授に近い男と院内でも一目置かれる存在。しかし臨床経験は乏しく手術になると恐怖で手が震えてしまい伸木の手助けを受ける。
その後、伸木の窮地を何度も救うなど、お互いを切磋琢磨する関係になる。美村教授の勧めもあり腹腔鏡手術のスペシャリストを目指すが、初歩的な失敗により信用を損ねる。しかし担当した女性患者との恋に落ち真実の愛に目覚めると、彼女の専属医師になるべく病院を退職。のち結婚する。
美村 浩一（みむら こういち）
演 - 古谷一行
教授。帝東医大の看板医師であり、清濁合わせ持つカリスマ性から院内の人望は厚い。しかし患者からの法外な謝礼を平然と受け取ったり、応対が社会的地位・名誉別に変わったり、業者と癒着があるなどダーティーな部分もある。都内の高級マンションを別宅として正妻と別居生活を送る。離婚成立により20年来の愛人関係であった看護師長の添田と再婚すると思われたが、その関係も一方的に解消して院内の若い看護師を選ぶ。
しかしその直後の病を発症した添田を、一度は渋りながらも伸木の説得もあって手術を行い成功させる。それにより意を決した彼は、伸木の要望であった小児外科の設置を認めるとともに、警察の出頭要請に素直に従う。1年後、懲役を終えると添田の出向かいを受け二人で帰宅の途につく。

##### 看護師
千夏（ちなつ）
演 - 桜井千寿
看護師。沼津研修医を慰めたことがきっかけで恋仲となる。周囲には沼津の実家が開業医だから近づいたというが、やがて妊娠を理由に結婚を要求。戸惑いつつも受け入れてくれた沼津と幸せな家庭を築く決意をしたが、沼津の父との会話に動揺し、一度は沼津から去る。
添田 さより（そえだ さより）
演 - 市毛良枝
看護師長。美村の長年に渡る愛人で伸木の理解者。過去に夫のDVが原因で離婚。夫の実家を飛び出し、離婚裁判が始まる前にはまってしまっていた美村との不倫関係の事実を裁判の場で告発され事実上敗訴、おかげで望んでいた娘の親権はおろか養育権すら得ることは出来ず、その後、娘が成人近くに成長するまで会うことも許されない生活を長年送っていた。
後に若くて美しい女性に鞍替えした美村に捨てられる。追い討ちを掛けられるように、直後に悪化した病の手術方法を巡り、伸木と美村教授の上下関係にヒビが入るきっかけをもたらす。しかし伸木により娘と再会したことにより生きる気力を持ち直すと美村の執刀により手術を受け回復する。その後、懲役を終えた美村を一人、迎えに行った。

##### 患者
鹿浜 匠子（しかはま しょうこ）
演 - 原田夏希
世界的に有名なチェリスト。VIP患者として帝東医大に入院し、竹林の担当患者となる。世間知らずでピュアな性格が竹林の心を惹かせ、やがて恋仲となる。退院の日、竹林からプロポーズをされ受け入れると、竹林を専属医師に迎えて復帰する。
金井 潤（かない じゅん）
演 - 山口翔悟
大学生。将来を嘱望されたテニスプレーヤーであったが足の怪我により一時は競技生命を断念しかけていた。しかし治療費を妙子が立て替えたことがきっかけで少しずつ関係が深まる。二人の関係は当初、お互いに安らぎをもたらすことから伸木も黙認していたが、既婚者と知らない潤の誘惑から関係を持ってしまう。その後、伸木の存在を知らされるも、妙子の「夫に虐待を受けている」が気にかかり、ついには伸木とカナの密会を偶然にも突き止めて妙子に知らせる。
大熊 ヨネ（おおくま よね）
演 - 白石加代子（第3話）
特別室の患者。検査目的で入院したが病状が見られるため長期の滞在となった。過去のいきさつから医者嫌いであったが、伸木の患者に対する姿勢に惚れこんだ。当初は出自を隠していたが実は医師会に影響力を持つ宗方家の出身とのことを示すと、美村教授による伸木の「やまあい病院」への転勤を撤回させる。そして伸木に医者嫌いになった理由を語る。

#### 盆栽教室「なおえ」
作田 カナ（さくた かな）〈40〉
演 - 紺野まひる
フリーライターで、盆栽教室の講師。セミロングのヘアスタイルとスレンダーなボディで実年齢より若く見え、不思議なその魅力に伸木が出会った瞬間に心を動かされる。複雑な過去を持ち、その関係で仁志恭介と出会う。伸木の心に潜む孤独を即座に理解し、共鳴して送るアドバイスは伸木の心を癒すも、時には惑わせることもあった。のちに直江の盆栽教室を引き継ぎ、妙子のよき相談相手にもなるが、様々な事情から一時は姿を消す。
やがて京都にその居場所を見つけた仁志からプロポーズを受け結婚寸前まで行くが、心に残る伸木への思いを知った仁志のとりなしで、伸木と再会する。妙子と離婚成立後、伸木と夫婦になることで幸せを手に入れるはずであったが、その途中で妙子やみすずのことを思い悩む。その後、盆栽園がイタリアに支店を出すことになったこともあって伸木のもとを去る。
直江（なおえ）
演 - 勝村政信
盆栽教室「なおえ」の主宰者。伸木とは大学時代からの親友で、かつては医師を目指していたが。妻と一男一女の父として、また伸木の親友としていろいろと手助けするが、子供の喘息治療のためカナに教室を任せ、地方へ引っ越す。

#### その他
鰺澤 惣介（あじさわ そうすけ）
演 - 神山繁（第5話）
カナの夫。数々の起業により巨万の富を築くとともに、文人として漢詩、盆栽、骨董に通ずる。京都・祇園の置屋の娘で舞妓であったカナを、家政婦として引き取り、120億の遺産を受け継がせるため50歳も年下のカナと結婚をした。

### スタッフ
- 原作 - 柴門ふみ「小早川伸木の恋」（小学館刊「ビッグコミック」）
- 原案協力 - 板谷真人､稲垣伸寿（小学館｢隔週刊ビッグコミック｣編集部）
- 脚本 - 武藤将吾
- プロデュース - 喜多麗子（フジテレビ）・古屋建自
- 演出 - 武内英樹、松山博昭、谷村政樹
- 音楽 - Face 2 fAKE
- 主題歌 - ナナムジカ「くるりくるり」（ワーナーミュージック・ジャパン）
- 挿入歌 - ジェイムス・ブラント「ユア・ビューティフル」（ワーナーミュージック・ジャパン）
- 医療技術監修 - 名川弘一・釣田義一郎（東大病院外科）
- 医事監修 - 江成太志
- 法律監修 - 馬場・澤田法律事務所、見野彰信
- 看護指導 - 浅野美智子
- 盆栽監修 - 小林健二
- 制作著作 - フジテレビ

### 放送日程
- 初回は22時 - 23時9分の15分拡大。

| 各話                                                       | 放送日  | サブタイトル         | 演出     | 視聴率 |
| ---------------------------------------------------------- | ------- | -------------------- | -------- | ------ |
| 第1話                                                      | 1月12日 | 孤独なのは夫? 妻?    | 武内英樹 | 13.9%  |
| 第2話                                                      | 1月19日 | 女とは、そういうもの | 武内英樹 | 11.8%  |
| 第3話                                                      | 1月26日 | 嘘から始まる幸せ     | 松山博昭 | 10.2%  |
| 第4話                                                      | 2月02日 | もっと愛して         | 松山博昭 | 09.4%  |
| 第5話                                                      | 2月09日 | 友達からの急展開     | 武内英樹 | 09.9%  |
| 第6話                                                      | 2月16日 | 新しい恋の反撃       | 武内英樹 | 11.4%  |
| 第7話                                                      | 2月23日 | 男が家を出る時!      | 松山博昭 | 13.0%  |
| 第8話                                                      | 3月02日 | 最後の誕生日         | 谷村政樹 | 10.7%  |
| 第9話                                                      | 3月09日 | 絶対に別れない!      | 武内英樹 | 11.0%  |
| 第10話                                                     | 3月16日 | 衝撃の調停離婚       | 谷村政樹 | 12.9%  |
| 最終話                                                     | 3月23日 | 最終章〜涙の選択〜   | 武内英樹 | 11.8%  |
| 平均視聴率 11.5%（視聴率は関東地区・ビデオリサーチ社調べ） |         |                      |          |        |

### 余談
- 主演の唐沢はかつてフジテレビ系列で放送されていた病院ドラマ『白い巨塔』でも主演だったが、演じる役柄は「白い巨塔」の財前五郎とはほぼ正反対のものとなっている。
- 番組放送開始前の番宣スポットでは、BGMにロネッツの「Be My Baby」が使用されていたが、この曲の音源を管理するフィル・スペクターは、このような音源使用に対し厳しい態度で臨んでおり、本編でこの曲が使用されることはなかった。

| フジテレビ系 木曜劇場                        | フジテレビ系 木曜劇場                      | フジテレビ系 木曜劇場                                 |
| 前番組                                       | 番組名                                     | 次番組                                                |
| -------------------------------------------- | ------------------------------------------ | ----------------------------------------------------- |
| 大奥〜華の乱〜 （2005年10月13日 - 12月22日） | 小早川伸木の恋 （2006年1月12日 - 3月23日） | 医龍-Team Medical Dragon- （2006年4月13日 - 6月29日） |